# 60丁目トンネル
60丁目トンネル（60ちょうめトンネル、英語: 60th Street Tunnel）はニューヨーク市マンハッタン区とクイーンズ区の間にあるイースト川とルーズベルト島の地下を貫くニューヨーク市地下鉄BMTブロードウェイ線の鉄道トンネルで、N系統・R系統・W系統が通過している。

## 歴史

### 建設・開通
60丁目トンネルはデュアル・コントラクトの一部として建設された。当初の計画ではイースト川を渡るクイーンズボロ橋に鉄道を通していたが、1907年のケベック橋崩落の後に行われた調査でクイーンズボロ橋にこれ以上鉄道車両の荷重を増やすと崩落する危険性があることが判明し、新しくトンネルを建設することとなった。また、ホランド・トンネルに名を残すクリフォード・ミルバーン・ホランドが担当エンジニアとして建設に携わっていた。
1920年8月1日日曜日午前2時、60丁目トンネルはモンタギュー・ストリート・トンネルと共に運用を開始し、翌2日より定期列車の通過が開始された。この2つのトンネルは、乗客がコニーアイランドからBMTブロードウェイ線でマンハッタンを経由しクイーンズまでたった5セントで18マイル (29km) の旅をすることを可能にした。建設費は561万7008ドル97セントであった。

### 後年
このトンネルは元々BMTブロードウェイ線とBMTアストリア線・IRTフラッシング線クイーンズボロ・プラザ駅を結んでいたが、1955年12月1日に60丁目トンネル連絡線が開通するとINDクイーンズ・ブールバード線クイーンズ・プラザ駅にも向かえるようになった。現在、60丁目連絡線はR系統が使用しており、N系統・W系統はクイーンズボロ・プラザ駅方面へ向かっている。
1983年、MTAの最初のキャピタル・プログラムの一環として老朽化している60丁目トンネルの補修工事を行うことが発表された。補修工事は1990年11月に340,000ドルの費用で開始された。約2年の工事の後1992年7月27日よりN系統・R系統の列車がトンネル内の通過速度を通常の速度 (40 - 45mph (64 - 72km/h)) に戻して運行を再開した。工事期間中はトンネル内の通過速度は10mph (16km/h) に制限されており、週末および深夜帯は列車の通過を取り止めていた。この影響で通過乗客数は225,000人から160,000人へ減少した。また終了後も約1年ほど深夜0時から午前5時の間、水制御装置および換気システムの更新作業のために閉鎖が続くとされた。